# Groupe de dix spectateurs
Groupe de dix spectateurs (ou Dix spectateurs, ou Groupe de juifs, ou Dispute de moines avec des hérétiques) est le titre donné à un dessin attribué à Jérôme Bosch et conservé au Morgan Library and Museum à New York.

## Description
Tracé à la plume avec de l'encre brune sur une feuille de papier de 12,4 × 12,6 cm, ce dessin constitue peut-être une étude de composition pour un tableau.
On y voit dix hommes, jeunes ou plus âgés, vêtus et coiffés de manière fantaisiste et orientalisante. Certains d'entre eux sont armés. En tête de ce groupe bigarré et compact, un homme doté d'un bouclier pointe quelque chose de l'index de sa main gauche. Le regard de la moitié de ses comparses est tourné vers la direction ainsi indiquée.
Appartenant indubitablement à l'iconographie de la Passion du Christ, ce groupe de soldats et de badauds pourrait faire partie d'un Ecce homo ou d'un Portement de croix.
Dans le coin inférieur droit, on voit des marques de collectionneurs : « Bosch » et « Rymsdyk's Museum ».

## Historique

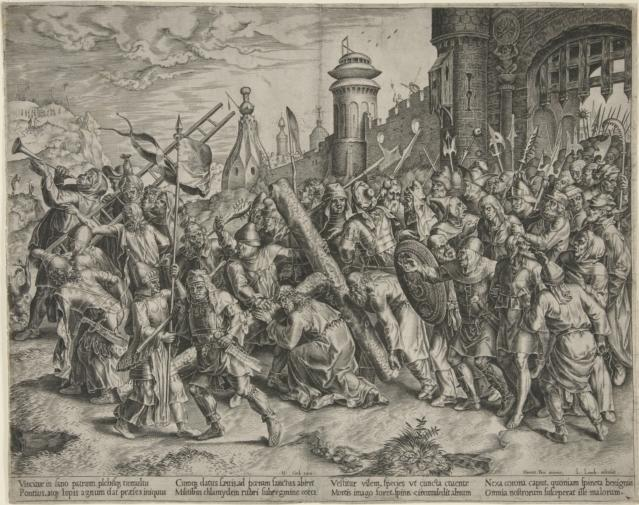
Cornelis Cort, d'après Lambert Lombard et Jérôme Bosch, Le Portement de croix, gravure, vers 1560.

Une gravure de Cornelis Cort publiée par Jérôme Cock à Anvers vers 1560, représentant le Portement de croix d'après un dessin de Lambert Lombard de 1556 (conservé à la Fondation Custodia) et attribuant l'invention de la composition à Bosch, reprend littéralement plusieurs des personnages du dessin de New York. Absents de l'étude de composition dessinée par Lombard, ils ont manifestement été rajoutés par le graveur. Celui-ci était-il en possession du dessin de Bosch ou bien a-t-il travaillé d'après une œuvre perdue de ce dernier, dont le dessin de New York serait dès lors une étude préparatoire ou un riccordo ?
Autrefois dans la collection de Jan van Rijmsdijk (ou Remsdyke), un graveur hollandais actif en Angleterre dans le dernier quart du XVIIIe siècle, le Groupe de dix spectateurs a appartenu à Tighe puis à Charles Fairfax Murray avant d'être acquis en 1909-1910 par John Pierpont Morgan, père de John Pierpont Morgan Junior, fondateur de la Pierpont Morgan Library (aujourd'hui Morgan Libray and Museum) où l’œuvre est conservée.

## Attribution
L'attribution ancienne à Bosch, confirmée par Friedländer et Tolnay, est rejetée en 1967-1968 par G. Lemmens et E. Taverne, principalement en raison des traits du dessin, moins vifs et spontanés que ceux qui caractérisent d'autres croquis attribués au maître de Bois-le-Duc. Dans l'ouvrage collectif publié à l'occasion de la rétrospective de 2001, l'attribution à Bosch est prudemment assortie d'un point d'interrogation.
En 2004, Frédéric Elsig note la ressemblance des personnages du dessin avec les bourreaux représentés dans l’Ecce Homo de Francfort. Il propose, pour les deux œuvres, une datation vers 1485 ainsi qu'une attribution à l'atelier van Aken, qui aurait alors été dirigé par Goessen van Aken, frère aîné de Jérôme Bosch. Or, le panneau de Francfort est aujourd'hui presque unanimement attribué à Bosch lui-même.
En 2012, le dessin ne fait pas partie de ceux que Fritz Koreny reconnaît comme autographes, ce spécialiste le considérant plutôt l’œuvre d'un suiveur actif vers 1530-1540. Erwin Pokorny y voit pour sa part une production de l'atelier de Bosch et la date vers 1510-1520.
En 2016, l'équipe du Bosch Research and Conservation Project (BRCP) renoue avec l'attribution initiale à Bosch en soulignant notamment la « qualité extraordinaire » de certains détails, comme le raccourci de l'homme au casque, ainsi que la présence de repentirs propres au processus créatif d'une œuvre originale, comme on peut l'observer au niveau du couvre-chef du deuxième homme en partant de la gauche,.